# Babeffita
La babeffita és un mineral de la classe dels minerals fosfats. Va ser descoberta l'any 1966 a mines de la república de Buriàtia, a les muntanyes de Transbaikal (Rússia), sent nomenada així en al·lusió a la seva composició química, contenint bari, beril·li, fluor i fòsfor. Cristal·litza en el sistema tetragonal. La seva duresa a l'escala de Mohs és 3,5.
Sinònims poc usats són: babefphita, babepfita i la seva clau IMA1966-003.

## Característiques químiques
És un fosfat anhidre de bari i beril·li amb anions addicionals fluorur.
Segons la classificació de Nickel-Strunz, la herderita pertany a «08.BA - Fosfats, etc. amb anions addicionals, sense H₂O, amb cations de mida petita i mitjana» juntament els següents minerals: väyrynenita, bergslagita, herderita i hidroxilherderita.

## Formació i jaciments
Es forma en directament en dipòsits al·luvials sobre minerals de metalls rars, associat a intrusions alcalines.
Sol trobar-se associat a altres minerals com: zircó, ilmenorrutil, fenacita, scheelita, bertrandita, albita, microclina o quars.